# Petar Lončarević
Petar Lončarević, cyr. Петар Лончаревић (ur. 20 listopada 1907 w Belgradzie, zm. 30 marca 1978) – serbski piłkarz występujący na pozycji obrońcy.

## Kariera
Lončarević przez całą karierę zawodniczą związany był z Jugoslaviją Belgrad. W reprezentacji Jugosławii wystąpił 2 razy - debiutował 26 stycznia 1930 w meczu przeciwko Grecji (1:2).